# ヘンリー・ブラウン (第5代モンタギュー子爵)
第5代モンタギュー子爵ヘンリー・ブラウン（英語: Henry Browne, 5th Viscount Montagu、1641年以前 – 1717年6月25日）は、イギリスの貴族。

## 生涯
第3代モンタギュー子爵フランシス・ブラウンとエリザベス・サマセット（Elizabeth Somerset、1684年没、初代ウスター侯爵ヘンリー・サマセットの娘）の次男として生まれた。
1685年までにバーバラ・ウォルシンガム（Barbara Walsingham、1723年11月23日没、トマス・ウォルシンガムの娘）と結婚、1男6女をもうけた。
- アンソニー（1686年 – 1767年） - 第6代モンタギュー子爵、子供あり
- メアリー
- エリザベス - 修道女
- バーバラ - ラルフ・シェルドン（Ralph Sheldon）と結婚、子供あり
- キャサリン - ジョージ・コリングウッド（George Collingwood）と結婚
- アン - アンソニー・ケンプ（Anthony Kemp）と結婚、子供あり
- ヘンリエッタ - リチャード・ハーコート（Richard Harcourt）と結婚、子供あり

1688年の名誉革命により国を追われたジェームズ2世の下で国務大臣を務めた（1691年）。
1708年6月に兄フランシスが死去すると、モンタギュー子爵の爵位を継承した。
1717年6月25日に死去、バースで埋葬された。息子アンソニーが爵位を継承した。